# 블라인드 저스티스
《블라인드 저스티스》(Blind Justice)는 미국 ABC가 제작한 텔레비전 시리즈로 사고로 시각장애인이 된 던바 형사와 뉴욕경찰서에서 같이 일하는 동료 형사들의 범죄수사를 다룬 경찰 및 형사물의 드라마다. 제작 총지휘는 스티븐 보쉬코(Steven Bochco)가 맡았다. 대한민국은 한국방송공사에서 2005년 7월 2일부터 2005년 10월 1일까지 매주 토요일 오후 1시 10분에 방영되었다.

## 제작개요
- 방송:미국 ABC (2005년 제작)
- 제작사:스티븐 보쉬코 프로덕션
- 공동 제작:ABC, 파라마운트 네트워크

## 출연
- 론 엘다드 - 짐 던바 형사, 앞은 보지 못하지만, 직감이 뛰어나다. 시각장애인이라는 사실때문에 형사들은 "시각장애인이니 외근과 내근 모두 못할 것"이라고 편견을 가졌지만, 던바형사는 사건을 해결함으로써 편견을 깨부순다.
- 메리솔 니컬스 - 캐런 베텐코트 형사, 눈이 불편한 짐 형사의 수사를 돕는 여형사.
- 마이클 개스턴 - 게리 피스크 수사반장
- 리나 소퍼 - 던바 형사의 아내, 크리스티
- 프랭크 그릴로 - 마티 루소, 백인 형사
- 리노 윌슨(Reno Wilson) - 톰 셀웨이, 흑인 형사

## 제작진
- 제작자:스티븐 보슈코(Steven Bochco), 니컬러스 우튼(Nicholas Wootton), 맷 홈스테드(Matt Holmstead)
- 총기획자:맷 홈스테드, 빌 클라크(Bill Clark), 존 배드햄(John Badham)

## 에피소드
- 제1부:투쟁의 시작(Pilot)
- 제2부:두려움의 침묵(Four Feet Under)
- 제3부:욕망의 덫(Rub A Tub Tub)
- 제4부:총성의 진실(Up On The Roof)
- 제5부:복수의 화신(Marlon's Brando)
- 제6부:원한의 고리(Soul Man)
- 제7부:덫에 걸린 악마(Leap Of Faith)
- 제8부:위험한 게임(Past Imperfect)
- 제9부:이중표적(In Your Face)
- 제10부:위험한 거래(Doggone)
- 제11부:영원한 갈등(Dance With Me)
- 제12부:총이 가진 특별한 의미(Under The Gun)
- 제13부:최후의 자존심(Fancy Footwork)

## 대한민국 성우 출연
- 이규화 - 던바(론 엘다드)
- 감지혜 - 캐런(메리솔 니컬스)
- 강희선 - 크리스티(리나 소퍼)
- 장광 - 피스크 반장(마이클 개스턴)
- 김환진 - 루소(프랭크 그릴로)
- 류다무현 - 셀 웨이(리노 윌슨)